# Тищенко, Иван Васильевич
Ива́н Васи́льевич Ти́щенко (1853 — 8 ноября 1921 года) — член III Государственной думы от Екатеринославской губернии, купец.

## Биография
Единоверец. Купец, потомственный почётный гражданин. Землевладелец Екатеринославской губернии (3830 десятин).
По окончании Полтавской классической гимназии занимался коммерческой деятельностью, сельским хозяйством и скотоводством.
Избирался гласным Верхнеднепровского уездного (c 1889) и Екатеринославского губернского (с 1901) земства, а также Александрийского уездного (на два трехлетия) и Херсонского губернского (на одно трёхлетие) земства. С 1906 года издавал в Екатеринославе газету «Русская правда», печатный орган Союза 17 октября.
В 1907 году был избран членом III Государственной думы от Екатеринославской губернии. Входил во фракцию октябристов. Состоял членом комиссий: бюджетной, сельскохозяйственной и по переселенческому делу.
После Октябрьской революции эмигрировал в Югославию. Умер в 1921 году в Зенице. Был женат.